# 전국한자교육추진총연합회
전국한자교육추진총연합회(全國漢字敎育推進總聯合會)는 1998년 설립된 대한민국의 한자 부활 운동 단체이다. 본부 소재지는 서울특별시 종로구 관훈동 147번지 통문관 3층이다. 기관지는 《월간 "한글+漢字 文化"》이다.
한자 교육 진흥회에서 발전해 대한민국 정부에 한자 부활 정책을 요구하는 압력 단체로 시작했다. 정부에 한자 폐지 정책을 요구하는 한글 학회와 대립하고 있다.

## 한자의 기원에 관한 관점
이 단체는 한자를 한민족의 조상이 만들었다고 주장하고 있다.

(2) 漢字도 이른 時代에 東夷族 곧 우리의 祖上이 만들었다는 事實을 새로이 밝히어, 韓民族은 世界第一의 文字 創製國으로서 偉大한 文化民族임을 宣揚하고, 앞으로 韓民族의 文化를 積極 復興시키기 爲해서도 漢字를 硏究하고 敎育해야 한다.
— 〈漢字敎育의 必要性〉, 全國漢字敎育推進聯合會

## 관련 인물
중심 인물은 전 육군 제6군단장 이재전, 서울대학교 교수 정병학, 김지하(시인), 공노명(전 주일대사), 고건(전 서울 시장) 등이 있다. 전한준 등 한글 전용론에서 방향을 바꾼 사람들도 있다.

## 같이 보기
- 한글 학회
- 국한문혼용